# NA-1 (アーケードゲーム基板)
NA-1（エヌエー1）は、1992年にナムコが開発したアーケードゲーム基板。2Dグラフィックに特化した基板で、前代基板はSYSTEM II、後継基板はNA-2。

## 使用ゲームタイトル一覧
- 爆裂クイズ魔Q大冒険
- F/A
- コズモギャング・ザ・パズル
- エクスバニア
- エメラルディア
- 熱闘!激闘!クイズ島
- X-DAY
- ティンクルピット